# Miahuatlán de Porfirio Díaz

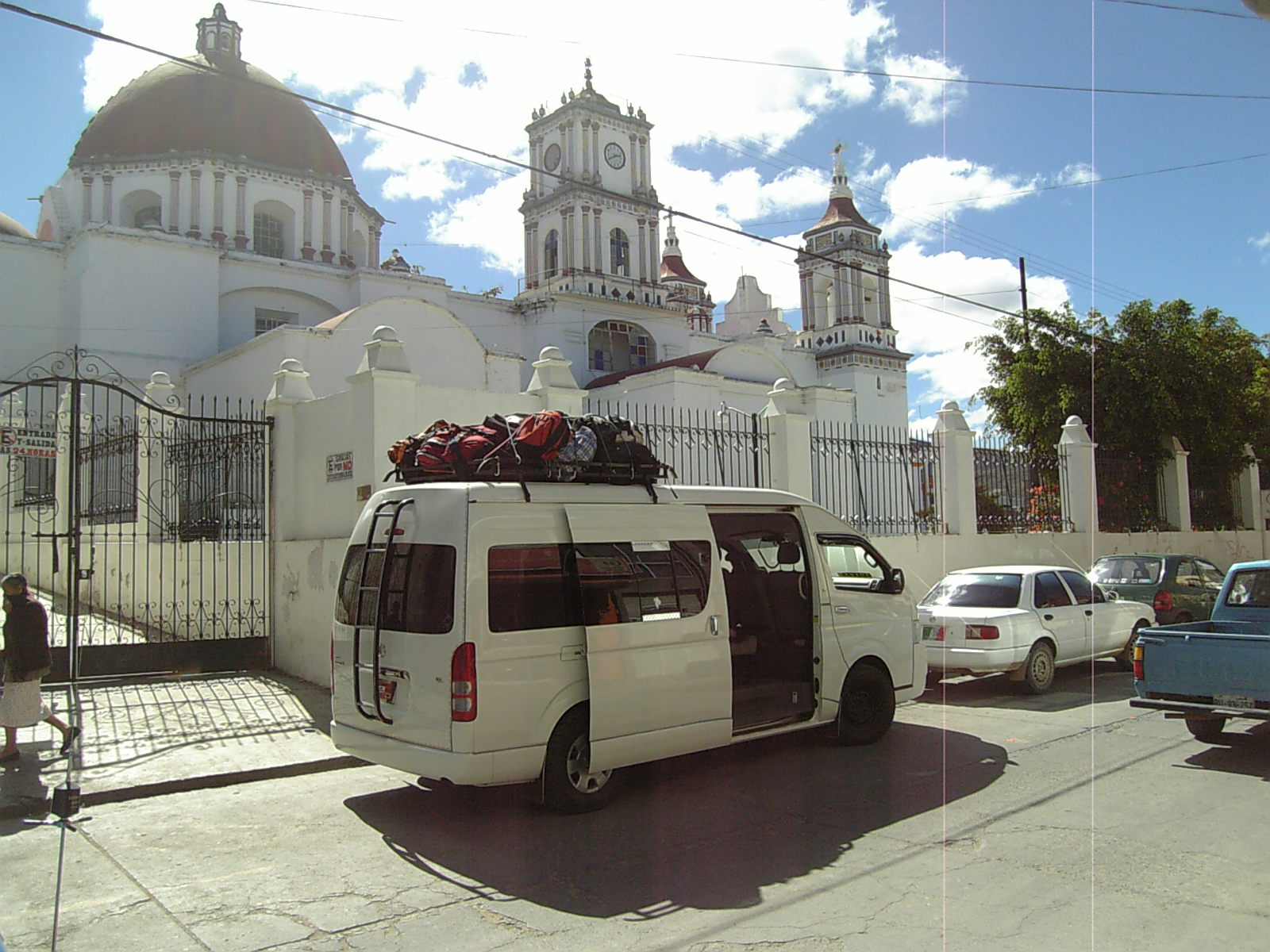
Église de Miahuatlán de Porfirio Díaz

Miahuatlán de Porfirio Díaz est une ville située dans l'état d'Oaxaca, au Mexique. Son nom officiel est obtenu selon le décret n° 44 du 27 septembre 1948 du gouverneur d'alors de l'État d'Oaxaca, Rubén Cortez González[réf. souhaitée].
Le mot Miahuatlán est dérivé du Nahuatl « miahuatl », qui signifie « épi de maïs », et « tlan », signifiant « lieu » ou « champ ». En langue zapotèque, on l'appelait Pelopenitza, ce qui signifie « là où commence notre œil de l'eau » ou « ville au bord de l'eau ». Ceux qui parlent encore le zapotèque l'appellent Yezhe Doo, comme elle a également été nommé dans sa splendeur indigène, et qui signifie «  grande ville ».
Miahuatlán est un district de la Sierra Sur, bien que de nombreux écrits disent qu'elle appartient aux Vallées centrales[réf. souhaitée].